# Meszlényi Tibor
Meszlényi Tibor (Nagyszombat, 1956. június 26. – Galánta, 2017. december 15.) szlovákiai magyar labdarúgó, edző.

## Pályafutása
Játékosként 1978 és 1983 között a Galanta, 1983 és 1986 között a TTS Trenčín, 1986 és 1988 között a vágsellyei Duslo Šaľa csapatában szerepelt.
Edzői pályafutását Galántán kezdte. Tevékenykedett a párkányi, verebélyi, a dévényi ŠKP (Szikora György másodedzője volt), a lévai, a vágsellyei, a peredi és a bősi labdarúgócsapatnál. 2007-ben a mocsonoki Eldus, 2007-08-ban a dunaszerdahelyi DAC, 2009-ben a Duslo Šaľa, 2010-ben az SKF Sered vezetőedzője volt. 2011-ben a Debreceni VSC csapatánál Zdeněk Ščasný segédedzője volt. 2011 és 2015 között ismét a szeredi csapat, majd 2016-17-ben a Slovan Galanta együttesénél tevékenykedett, amíg egészségi állapota megengedte.